# Filip Ugrinić
Filip Ugrinić, né le 5 janvier 1999 à Lucerne en Suisse, est un footballeur international suisse qui évolue au poste de milieu central au Valence CF.

## Biographie

### En club

#### FC Lucerne (2016-2022)
Le 29 mai 2022, il participe avec son club, avant dernier de Super League, au barrage l'opposant au 2e de Challenge League, le FC Schaffhouse, au match aller les deux équipes se séparent sur un match nul deux buts partout. Au match retour le FC Lucerne l'emporte deux buts à zéro, Ugrinić marquant le 2e but à la 70e minute.
Il remporte la Coupe du Suisse en 2021.
Il quitte le club en mai 2022.

#### BSC Young Boys (depuis 2022)
Le 31 mai 2022, il est annoncé qu'il quitte le FC Lucerne où il évoluait depuis 2016,. Il rejoint le BSC Young Boys,. Il remporte la Coupe de Suisse une 2ème fois en 2023 et deux Championnats. 

### En sélection
Bien qu'étant d'origine serbe, il joue avec les -18 ans et les -19 ans de la Suisse. Avec les moins de 19 ans, il inscrit un but contre la Macédoine du Nord, puis un autre contre la Finlande.
Il est appelé pour la première fois en équipe de Suisse en août 2023. Il est rappelé en septembre 2023, malheureusement, il est blessé aux adducteurs et ne pourra pas honorer sa sélection. En mai, il est dans la liste élargie de Murat Yakin pour l'Euro 2024, mais quittera le groupe en juin.

## Palmarès
FC Lucerne (1) : 
- Coupe de Suisse : 2020-21

BSC Young Boys (2) :
- Champion de Suisse : 2022-23 et 2023-2024

- Coupe de Suisse : 2022-23